# Skyland
Skyland (volledige Franse titel: "Skyland, Le Nouveau Monde", te vertalen als Skyland, de nieuwe wereld) is een Frans/Canadese computeranimatieserie. In Nederland is de serie op Nickelodeon te zien geweest en was vanaf 31 augustus 2009 weer te zien op TMF in het ochtendblok TMF Toons. De serie telt 2 seizoenen met in totaal 26 afleveringen en wordt in Nederland in nagesynchroniseerde vorm uitgezonden.

## Verhaal
Skyland speelt zich af in het jaar 2251. De aarde is uiteengevallen in miljoenen blokken die nu om de voormalige kern heen cirkelen. Deze blokken worden bestuurd door de Sphere, een kwaadaardige dictatuur die het water steelt van onschuldige mensen. Onder deze mensen zijn seijins, mensen met bovennatuurlijke krachten die gevoed worden door zonlicht. Lena en Mahad hebben zich aangesloten bij piraten nadat hun moeder gevangengenomen werd door Oslo, samen met deze piraten strijden ze tegen de onderdrukking van de Sphere. Met maar een doel, hun moeder te redden...

## Hoofdpersonen

### Piraten
- Mila (35): Mila is de moeder van Lena en Mahad, zij is ontsnapt aan de bewakersacedemie en wordt nu gezocht door de Sphere. Ze probeert haar kinderen goed te beschermen en gebruikt daarom haar seijin krachten niet meer zodat ze niet opvalt. Op een moment lukt dit niet meer en ze stuurt haar kinderen naar de Vector. Ze wordt gevangengenomen door Oslo, maar is er heilig van overtuigd dat Oslo haar kinderen nooit zal krijgen.
- Lena (12): Lena is een jonge seijin die zeer sterke krachten heeft, ze is samen met Mahad gevlucht naar een groep piraten en samen proberen zij te vechten tegen Oslo die Mahad en Lena's moeder vast houdt. Lena is een dappere meid die zeer sterk is en voor niets terugdeinst. Ze is slim en weet haar krachten goed te gebruiken. Lena is het zusje van Mahad maar ziet ook Dahlia als een zus. Ook Cheng hoort bij haar "familie", maar af en toe lijkt het iets meer.
- Mahad (16): Mahad is een jonge goede piloot die graag opschept, hij is de zoon van Marcus Varrell, een van de beste piloten van het verzet. Mahad zit graag achter de meiden aan maar heeft niet echt succes. Hij is hopeloos verliefd op Dahlia, alleen wordt hij steeds afgewezen door haar. Ondanks de afwijzingen redt Mahad haar altijd, en is hierdoor de memorycard verloren die hem zou kunnen leiden naar zijn moeder. Wonder boven wonder had hij het er wel voor over.
- Dahlia (20): Dahlia is een van de piraten waarbij Mahad en Lena zich hebben aangesloten. Ze is sterk en een leidend type dat vaak wel met alles overweg kan. Het lijkt af en toe alsof ze de pik heeft op Mahad, maar in ware is ze verliefd op hem. Toch wijst ze hem iedere keer af, tot in Episode 6 ( Eye of the Storm ) waarbij ze hem bijna kust. Dahlia is de rechterhand van Aron Cortes, de kapitein van de Saint Nazaire en bestuurt samen met hem dit gigantische schip. Dahlia deinst nergens voor terug en kan goed voor zichzelf beslissen.
- Cheng (12): Cheng is "de computernerd" van het team, hij kan veel met een computer en is erg slim voor zijn leeftijd. Cheng vecht bijna nooit mee maar kan de rest vaak wel helpen met behulp van zijn computer. Hij is gek op oude spullen hoewel de rest niet echt snapt wat hij ermee moet.
- Aron Cortes (37): Cortes is de leider van de Saint Nazaire. Hij is een goed leider maar heeft af en toe wat problemen met Mahad, hij vindt dat Mahad geen verantwoordelijkheid heeft en te veel opschept. Daarom geeft Cortes hem voor een dag de leiding op Puerto Angel terwijl hij zelf weg is. Dahlia moet bij hem blijven en moet op een gegeven moment toch even een beetje ingrijpen maar uiteindelijk ging het beter dan Cortes had verwacht en moet hij toch toegeven dat Mahad goed had gehandeld. Cortes is de pleegvader van Cheng.
- Wayan (30): Wayan bestuurt samen met Dahlia en Cortes de Saint Nazaire, hij zit meestal achter de geweren. Ook bestuurt hij een van de Muskieten ( kleine vliegtuigjes die opgeborgen zitten in de Saint Nazaire ). Wayan is vaak op verkenning in een van die Muskieten.
- Vector (60): De Vector is een wijze man die veel van Wetenschap afweet. Hij is een oude vriend van Mila ( de moeder van Mahad en Lena ) en vangt samen met de andere piraten Lena en Mahad op. De Vector doet onderzoeken met Lena over haar seijin krachten. Hierbij wil hij erachter komen welke onderdelen van de zon seijin krachten voedt. Hij is een goed mens en kan de anderen op zijn hoge leeftijd toch nog goed helpen.

### Sphere
- Oslo (35): Oslo is de slechterik in dit hele verhaal. Hij is een seijin maar heeft zijn krachten zo ontwikkeld dat hij ze ook in het donker kan gebruiken, hierdoor is hij zeer sterk. Oslo wil samen met Mila heersen omdat hij denkt dat zij de vrouwe van het licht is, als hij erachter komt dat Lena dat is moet en zal hij haar te pakken krijgen. Mila wordt opgesloten in een donkere kerker in Kharzem. Oslo gebruikt zijn hulpjes om Lena te pakken te krijgen maar ze is hem steeds te slim af.
- Diwan (25): Diwan is het hulpje van Oslo, ze is ook een seijin en is stukken sterker dan Lena. Haar plaats bij Oslo stijgt steeds verder omdat ze haar best doet om 2 kinderen te vangen. Ze is een onnozele kluns en snel heel kwaad.
- Brigadiers: De brigadiers zijn robots van de Sphere, ze helpen meestal Diwan maar zijn niet echt bestand tegen de boemerang van Mahad en hij schakelt er vaak veel tegelijk uit. De brigadiers hebben een laserarm als wapen.

## Wapens
Piraten
- Mila: Mila haar wapen is haar seijin krachten maar die gebruikt ze bijna niet. Deze gebruikt ze alleen om haar kinderen te beschermen en om te communiceren met Lena.
- Lena: Lena haar wapen is haar seijin kracht, haar krachten zijn zeer sterk terwijl ze toch nog heel jong is. Dit is ook heel opmerkelijk. Ze gebruikt haar krachten om met anderen te communiceren, ze kan in de gedachten van iemand komen door ze te gebruiken en zo heeft ze Dahlia ook kunnen helpen.
- Mahad: Mahad zijn wapen is zijn boemerang, hiermee heeft hij zich al vaak uit de nesten gewerkt.
- Dahlia: Dahlia haar 1e wapen is een boog, hiermee heeft ze zichzelf gered uit de handen van Oslo toen hij haar in zijn macht had. Haar 2e wapen is een geweer, deze gebruikt ze alleen in noodgevallen, de munitie van dit geweer is snel op waardoor haar boog gunstiger is om te gebruiken.
- Cheng: Cheng is een persoon die bijna nooit meevecht. Hij helpt de anderen meestal met zijn computer. Chengs wapen is een slingshot.
- Cortes: Cortes heeft een geweer, hij vecht bijna nooit mee en als hij vecht vecht hij samen met Dahlia, Mahad en Wayan. Meestal heeft hij dan water gevonden en gaat er weer iets mis.
- Wayan: Wayan heeft net als Cortes een geweer, dit is een van de sterkste wapens die er bestaan. Hij wordt bijna niet met zijn wapen gezien.
- Vector: De Vector vecht nooit mee. Hij is goed in topografische kaarten maken, dit helpt de anderen vaak. Hij heeft kaarten gemaakt van heel Skyland, dit is in principe niet mogelijk door de beweging van de blokken, toch heeft hij het voor elkaar gekregen.

Sphere
- Oslo: Oslo is een zeer sterke seijin, hij heeft zijn krachten zo ontwikkeld dat hij ze ook in het donker kan gebruiken. Andere seijins kunnen dit niet, seijins worden gevoed door zonlicht en kunnen dus alleen met zonlicht hun krachten gebruiken.
- Diwan: Ook Diwan heeft seijin krachten, haar krachten zijn zeer sterk en pakt Lena in een klap.
- Brigadiers: Brigadiers hebben een laserarm.
- Alfa Brigadiers: Brigadiers die seijin krachten hebben.

## Schepen
Piraten
Saint NazaireDe Saint Nazaire is het vlaggenschip van de piraten, en heeft als kapitein Cortes. Het schip heeft andere scheepjes aan zich vast: Muskieten.
CalistoHet zusterschip van de Saint Nazaire, de kapitein van dit schip is de broer van Cortes.
HyperionDit schip is met name bemand door Mahad & Lena, hij is in bezit van de piraten.
MuskietenDe muskieten zitten vast aan de Saint Nazaire; ze worden bestuurd door Wayan, Dahlia, Cortes en Mahad en andere piloten van de piraten. Er zijn 6/8/10 muskieten.
Sphere
The MonolithDit is Oslo's vlaggenschip.
PatrouilleschepenDeze schepen worden bemand door brigadiers.
S-22Dit schip wordt bemand door Diwan soms zelfs door Oslo.

## Productie
De animatie voor de serie werd grotendeels verzorgd door Attitude Studios in Parijs. Voor de rest, waaronder het ontwerpen van de personages, werd DQ Entertainment in India benaderd. DQ Entertainment nam naarmate het eerste seizoen vorderde steeds meer van het tekenwerk over. Voor de scènes werd onder andere motion capture-technologie gebruikt.
De muziek voor de serie is gecomponeerd door Paul Intson.